# Watkins
Watkins és una població dels Estats Units a l'estat de Minnesota. Segons el cens del 2000 tenia 880 habitants.

## Demografia
Segons el cens del 2000, Watkins tenia 880 habitants, 336 habitatges, i 206 famílies. La densitat de població era de 666,2 habitants per km².
Dels 336 habitatges en un 32,1% hi vivien nens de menys de 18 anys, en un 49,1% hi vivien parelles casades, en un 8,3% dones solteres, i en un 38,4% no eren unitats familiars. En el 32,7% dels habitatges hi vivien persones soles el 19% de les quals corresponia a persones de 65 anys o més que vivien soles. El nombre mitjà de persones vivint en cada habitatge era de 2,41 i el nombre mitjà de persones que vivien en cada família era de 3,07.
Per edats la població es repartia de la següent manera: un 25,6% tenia menys de 18 anys, un 8,1% entre 18 i 24, un 25,6% entre 25 i 44, un 15,6% de 45 a 60 i un 25,2% 65 anys o més.
L'edat mediana era de 38 anys. Per cada 100 dones de 18 o més anys hi havia 94,4 homes.
La renda mediana per habitatge era de 32.188 $ i la renda mediana per família de 41.786 $. Els homes tenien una renda mediana de 35.435 $ mentre que les dones 19.318 $. La renda per capita de la població era de 15.950 $. Entorn del 6,7% de les famílies i el 12,2% de la població estaven per davall del llindar de pobresa.